# Tim Collins
Timothy William George Collins, född 7 maj 1964 i Epping, är en brittisk konservativ politiker. Han var parlamentsledamot för valkretsen Westmorland and Lonsdale i nordvästra England från valet 1997 till 2005. Han utnämndes till skuggutbildningsminister 2004 och var tidigare skuggtransportminister.